# Lijst van Curaçaose ministers van Gezondheid, Milieu en Natuur
De minister van Gezondheid, Milieu en Natuur van Curaçao is lid van de ministerraad van Curaçao. Het ambt bestaat sinds 10 oktober 2010 toen het eilandgebied Curaçao, na de opheffing van de Nederlandse Antillen, een land werd binnen het Koninkrijk der Nederlanden.
| N.º | Naam                       | Kabinet              | Periode                   | Partij               | Opmerkingen                            |
| --- | -------------------------- | -------------------- | ------------------------- | -------------------- | -------------------------------------- |
| 1   | Jacinta Scoop-Constancia   | Schotte              | 10-10-2010-29-09-2012     | MFK                  |                                        |
| 2   | Stanley Bodok              | Betrian (interim)    | 29-09-2012 t/m 31-12-2012 |                      |                                        |
| 3   | Ben Whiteman               | Hodge (zakenkabinet) | 31-12-2012 t/m 07-06-2013 |                      |                                        |
| 3   | Ben Whiteman               | Asjes                | 07-06-2013 t/m 31-08-2015 | onafhankelijk        | naar voren geschoven door PS           |
| 3   | Ben Whiteman               | Whiteman I           | 31-08-2015 t/m 30-11-2015 | PS                   | tevens premier                         |
| 4   | Siegfried Victorina        | Whiteman II          | 30-11-2015 t/m 23-12-2016 | PS                   |                                        |
| 5   | Zita Jesus-Leito           | Koeiman              | 23-12-2016 t/m 24-03-2017 | PAR                  |                                        |
| 6   | Sisline Girigoria          | Pisas I (interim)    | 24-03-2017 t/m 29-05-2017 | Movementu Progresivo |                                        |
| 7   | Suzy Camelia-Römer         | Rhuggenaath          | 29-05-2017 t/m 24-07-2020 | PIN                  | tevens vice-premier; ontslag ingediend |
| (5) | Zita Jesus-Leito (interim) | Rhuggenaath          | 24-07-2020 t/m 10-06-2021 | PAR                  |                                        |
| 8   | Dorothy Pietersz-Janga     | Pisas II             | 10-06-2021 - 08-03-2023   | MFK                  | opgestapt op verzoek MFK               |
| 9   | Javier Silvania (interim)  | Pisas II             | 08-03-2023 - heden        | MFK                  |                                        |